# 科羅斯蒂夫
49°0′59″N 23°25′32″E / 49.01639°N 23.42556°E

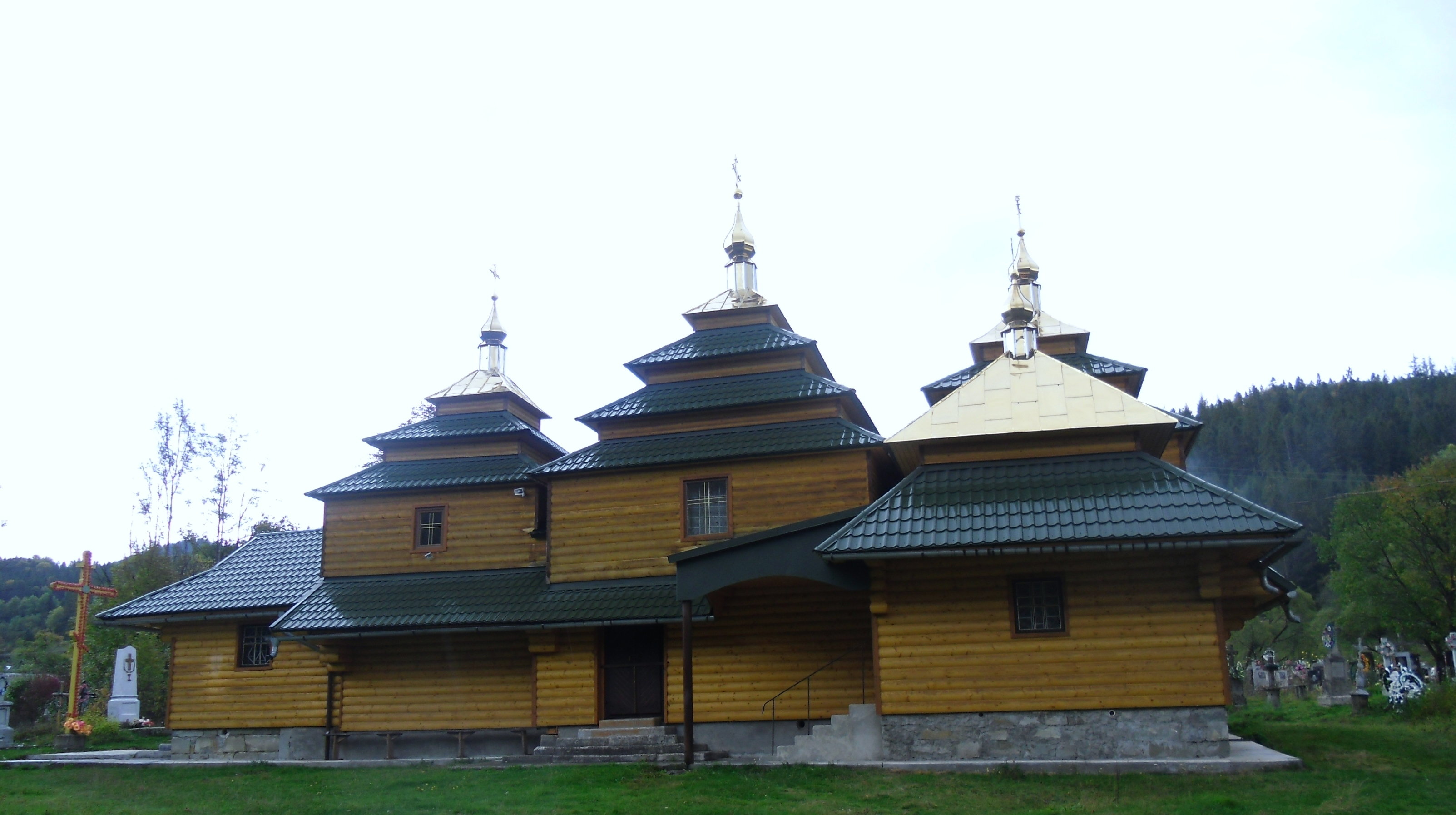
教堂

科羅斯蒂夫（烏克蘭語：Коростів），是烏克蘭的村落，位於該國西部利沃夫州，由斯特雷區斯科萊市鎮負責管轄，始建於1715年，面積1.28平方公里，海拔高度515米，2022年該村落人口900。